# 김성우 (종교인)
김성우(金星禹, 1795년 ~ 1841년 4월 29일)는 조선의 천주교 박해 때에 순교한 한국 천주교의 103위 성인 중에 한 사람이다. 세례명은 안토니오(Antonius)이다.

## 생애
김성우는 1795년에 경기도 광주 구산마을에서 부유한 가정의 3남매 중 장남으로 태어났다. 그는 강직하고 도량 넓은 부자로 알려져 있었다. 증언에 따르면 그는 온화하고 관대한 성품을 지닌 사람이며 비천주교인에게도 존경받았다고 한다. 후일에 그의 증손들도 그처럼 고향 마을에서 널리 존경받았다.
김성우는 천주교를 접하고 곧 두 동생과 함께 입교하였고, 친척들과 이웃들에게 열심히 전교하여 결국에는 온 마을이 교우촌이 되었다.
김성우는 부모를 여의고, 한양으로 올라와 동대문 외곽에서 살았다. 열심한 신자로서 그는 유방제 신부에게 회장으로 임명되었다. 프랑스인 선교사들이 조선에 입국한 후, 김성우는 그의 집을 공소로 개조하여 신부를 보필하며 교우들을 돌보았다. 그곳에서 모방 신부는 아주 빈번히 미사를 집전했다.
1839년 기해박해가 발발하자, 김성우는 피신했지만, 그의 남동생 둘은 구산마을에 남아있다가 모두 체포되었다. 큰 동생 김덕심 아우구스티노는 1841년 5월에 43세의 나이로 옥사하였고, 작은 동생은 감옥에서 여러 해를 고통받았다. 1840년 말 경에 한 배교자가 김성우를 관아에다 고발했고, 1840년 1월에 그의 온가족이 체포되어 투옥되었다.
포도청에서 그는 매우 혹독한 형벌과 고문 받았지만 견뎌내었다. 그는 배교를 강요하는 포장에게 자신은 천주교인으로서 죽겠다고 말했다. 그는 감옥을 집처럼 여기며 평소처럼 행동했다. 그에게서 석방에 대한 생각은 전혀 찾아볼 수 없었다. 비천주교인 수감자들도 그를 좋아했으며 그들 중 두 명의 수감자가 그에게서 교리를 배웠고 세례를 받았다.
1841년 4월 28일 그는 곤장 60여대를 맞는 등 또다시 심문과 고문을 받았고, 4월 29일, 그는 약 15개월 동안의 옥살이 끝에 교수형을 받아 47세의 나이로 순교하였다. 그의 시신은 고향인 구산마을로 옮겨서 천주교식으로 장례가 치러졌고, 1927년에 서울에 있는 용산신학교로 이장되었다. 그의 유해는 현재 하남 구산성지와 절두산 순교성지에 안치되어 있다.

## 시복 · 시성
김성우 안토니오는 1925년 7월 5일에 성 베드로 광장에서 교황 비오 11세가 집전한 79위 시복식을 통해 복자 품에 올랐고, 1984년 5월 6일에 서울특별시 여의도에서 한국 천주교 창립 200주년을 기념하여 방한한 교황 요한 바오로 2세가 집전한 미사 중에 이뤄진 103위 시성식을 통해 성인 품에 올랐다.

## 참고 문헌
- 가톨릭 사전: 김성우
- Catholic Bishop's Conference Of Korea. 103 Martryr Saints: 김성우 안토니오 Antonius Kim Song-u 보관됨 2014-12-14 - 웨이백 머신